# 亨利·夏默
亨利·夏默（1828年—1895年），美国人，是一名伊利诺州芒特卡罗尔市的博物学家和医生。也是芒特卡罗尔神学院（后来的夏默学院）教师，以及學院的創辦人弗朗西丝·夏默的丈夫。
他于1828年生于宾夕法尼亚州的切斯特县。年轻时做过石匠，18岁开始从事教育工作。
1854年3月，失恋后的夏默离开宾西法尼纳亚西行至伊利诺州的芒特卡罗尔市。曾做過石匠的他，也許已完成芒特卡罗尔神学院的扩建工作，然而学院的共同創辦人却无能為力支付他的工资。
1857年12月22日，亨利·夏默与神学院院长弗朗西丝·安·伍德（Frances Ann Wood）结婚，兩人並列為學院的共同負責人。外界普遍认为他们的结合完全是权宜婚姻。
婚后，夏默离开了神学院去芝加哥学医，于1866年3月1日从芝加哥医学院毕业，还通过考试获得了芝加哥大学文学硕士学位。
据说在1880年代，夏默靠梦中灵感驱动，在爱荷华州的房地产中赚取了大量财富，去世时地产价值约20万美元。
1895年7月28日，夏默死于自杀，自杀方式是左轮手枪，也可能是上吊。在自杀的前5天，他修订了自己的遗嘱，将全部财产给予她的妻子，而对自己的母亲和姊姊没有留下分文。夏默的这份新遗嘱引发了一场关注度极高的继承权官司，最终法庭将夏默的财产继承权在伍德和夏默家人之间进行了分割。
夏默是一位著作產量豐富的昆虫学家，当过伊利诺州的助理昆虫學研究员。他的著述涉及面广，对大量的奇异物种均有论述。此外，他还制作了1000多种裱装完整的鸟类标本，是一位标本制作能手。还将自己的收藏提供给神学院作為教学之用。
夏默的足迹遍布美国，有时徒步走上一千多英里，凡沿途停留的期間就從事石匠工作。据说夏默因为长期步行，脚上的靴子总是被磨穿。

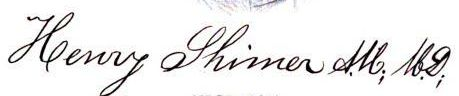
享利·夏默手迹 （1878年）
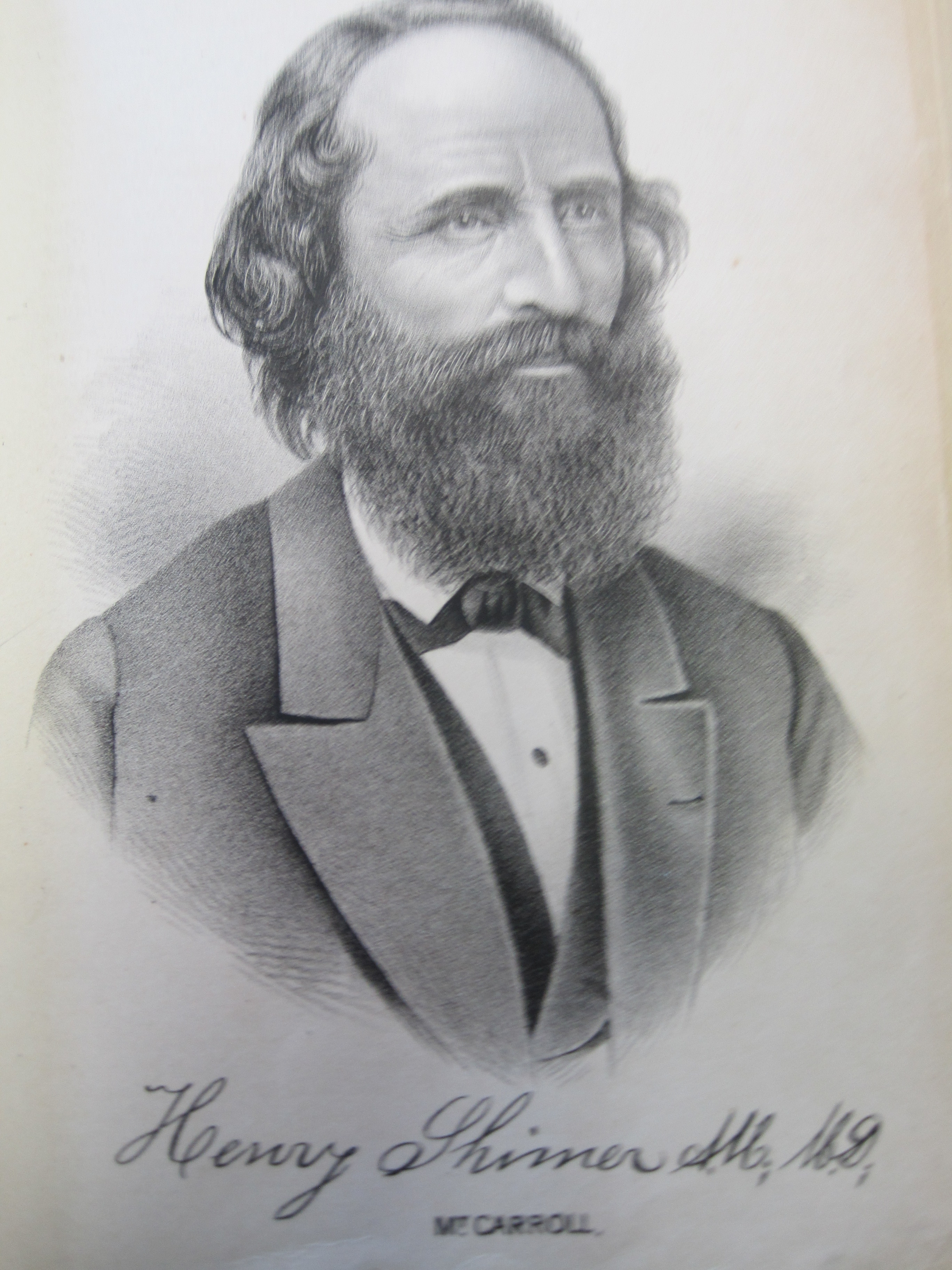
画像 （1878年）